# هانس شتورم
هانس شتورم (بالألمانية: Hans Sturm)‏ (3 سبتمبر 1935 في بولندا - 24 يونيو 2007 بكولونيا في ألمانيا) هو لاعب كرة قدم ألماني في مركز الوسط، شارك في كأس العالم 1962 وكأس العالم 1958. وشارك مع منتخب ألمانيا لكرة القدم. أما مع النوادي، فقد لعب مع نادي كولن ونادي فيكتوريا كولن.

## مسيرته الكروية
لعب هانس شتورم خلال مسيرته الاحترافية مع ناديين في ستة عشر موسمًا وسجل خلالها 104 هدف ضمن 423 مباراة. ولم يفز بأي موسم بالكأس وفاز في موسمين بالدوري.
خاض هانس شتورم مسيرته مع نادي كولن في موسم 1955–56 ليلعب معه اثنا عشر موسمًا، مشاركًا في 316 مباراة سجل خلالها 75 هدفًا. ثم انتقل إلى نادي فيكتوريا كولن في موسم 1967–68 ليلعب معه أربعة مواسم، حيث شارك في 107 مباراة سجل خلالها 29 هدفًا.

## وصلات خارجية
- هانس شتورم على موقع الاتحاد الدولي (مؤرشف)  (الإنجليزية)
- هانس شتورم على موقع قاعدة بيانات كرة القدم.إي يو (الإنجليزية)
- هانس شتورم على موقع ناشيونال فوتبول تيمز (الإنجليزية)
- هانس شتورم على موقع عالم كرة القدم.نت (الإنجليزية)